# Jorge Magalhães
Pour les articles homonymes, voir Magalhães.
Silva Magalhães est un nom portugais ; le premier nom de famille (d'usage facultatif) est Silva et le second est Magalhães.
Jorge Daniel Silva Magalhães, né le 10 février 1997 à Marco de Canaveses, est un coureur cycliste portugais.

## Biographie
Dans les catégories de jeunes, Jorge Magalhães est notamment champion du Portugal de la course aux points cadets en 2013 puis champion du Portugal du contre-la-montre juniors en 2015. 
En 2018, il remporte le contre-la-montre du Tour du Portugal de l'Avenir, sous les couleurs de Miranda-Mortágua. Il intègre ensuite en 2019 le W52-FC Porto, l'une des meilleures formations portugaises. Lors de la saison 2021, il termine sixième du Tour de l'Alentejo. 

## Palmarès

### Palmarès sur route
- 2014
  - 2e du championnat du Portugal du contre-la-montre juniors
- 2015
  -  Champion du Portugal du contre-la-montre juniors
  - 3e du championnat du Portugal sur route juniors
- 2016
  - 2e du championnat du Portugal du contre-la-montre espoirs
- 2017
  - Circuit de Curia
- 2018
  - 5e étape du Tour du Portugal de l'Avenir (contre-la-montre)
- 2019
  - 1re étape du Grand Prix Abimota (contre-la-montre par équipes)
  - 2e du championnat du Portugal du contre-la-montre espoirs

### Classements mondiaux
| Année           | 2018   | 2019   |
| --------------- | ------ | ------ |
| UCI Europe Tour | 1 445e | 1 327e |

### Palmarès sur piste
- 2013
  -  Champion du Portugal de la course aux points cadets
  - 2e du championnat du Portugal de poursuite cadets
- 2014
  - 2e du championnat du Portugal de vitesse par équipes juniors
  - 3e du championnat du Portugal de poursuite par équipes juniors
- 2015
  - 3e du championnat du Portugal de l'omnium juniors